# Curtiss P-36 Hawk
Curtiss P-36 Hawk – amerykański samolot myśliwski z okresu II wojny światowej. Szeroko eksportowany, znany był także pod nazwą eksportową Hawk 75 i brytyjską Mohawk.

## Historia

### Powstanie konstrukcji
Zaprojektowany na przełomie 1934 i 1935 roku przez Dona R. Berlina i produkowany w zakładach Curtissa samolot nosił oznaczenie fabryczne Model 75 oraz eksportową nazwę Hawk 75 (pol. jastrząb), w nawiązaniu do wcześniejszych szeroko znanych dwupłatowych myśliwców Hawk I, II i III. Samolot powstał w odpowiedzi na konkurs ogłoszony w 1934 roku przez lotnictwo amerykańskie USAAC na nowoczesny dolnopłat myśliwski o konstrukcji metalowej i prędkości 300 mph (483 km/h). Został oblatany 13 maja 1935 roku przez Lloyda Childa, jednak próby nie przyniosły oczekiwanych osiągów. Początkowo trudno było dobrać odpowiedni silnik gwiazdowy do napędu samolotu. Dlatego prototyp przebudowano na wersję Model 75B z mocniejszym 9-cylindrowym silnikiem Wright R-1820-39 o mocy 950 KM. Z powodu problemów z samolotami wszystkich konkurentów, rozstrzygnięcie konkursu przeciągnęło się do 1936 roku. Zwycięzcą konkursu został wprawdzie Seversky P-35, jednakże Curtiss został uznany za najbardziej obiecujący płatowiec konkursu i wojsko zamówiło zbudowanie trzech prototypów z silnikiem jak P-35 (R-1830-13 Twin Wasp o mocy 1050 KM, w układzie podwójnej gwiazdy). Prototypy te otrzymały oznaczenie fabryczne Model 75E (w wojsku nazwane Y1P-36) i wprowadziły też inne ulepszenia, jak podwyższenie oszklenia kabiny i oszklenie boków w tylnej części. Uzbrojenie stanowił 1 wkm 12,7 mm i 1 km 7,62 mm, umieszczone nad silnikiem, zsynchronizowane ze śmigłem. Trzy zamówione Y1P-36 zostały dostarczone w lutym 1937 roku i dzięki bardzo dobrym wynikom prób, zostały zatwierdzone przez siły zbrojne USA jako wzorzec do produkcji seryjnej, pod standaryzowanym oznaczeniem P-36.

### Produkcja i rozwój
W lipcu 1937 roku lotnictwo amerykańskie zamówiło 210 egzemplarzy wersji P-36A (numery fabryczne 38-1 do 38-210), z których pierwsze wyprodukowano w kwietniu 1938 (był to wówczas największy kontrakt dla amerykańskiego lotnictwa od 1918 roku). Samoloty te, o oznaczeniu fabrycznym modelu 75L, różniły się od 75E głównie dodatkowym zbiornikiem paliwa 217 l w kadłubie i trzypłatowym śmigłem Curtiss Electric. Od 17. samolotu zastosowano mocniejszy silnik R-1830-17 o mocy 1200 KM. Wyprodukowano jednak tylko 180 P-36A, a pozostałe 30, dostarczone w listopadzie 1938 i różniące się dodaniem dwóch karabinów maszynowych 7,62 mm w skrzydłach, oznaczono jako P-36C. Amerykanie szybko jednak uznali, że P-36 ustępuje nowocześniejszym myśliwcom P-39 i P-40, więc nie zamawiali kolejnych egzemplarzy.
Jeszcze przed zamówieniem samolotu przez USA, firma Curtiss rozpoczęła poszukiwanie zamówień zagranicznych i jesienią 1936 roku opracowała eksportowy model 75H, bazujący na 75B, lecz różniący się tańszym i prostszym stałym podwoziem. Zbudowano dwa prototypy 75H, sprzedane następnie do Chin i Argentyny. Od 1938 roku produkowano wersje ze stałym podwoziem, różniące się głównie uzbrojeniem: 75M dla Chin (30 samolotów i 81 zmontowane w Chinach), 75N dla Syjamu (25 samolotów), 75O dla Argentyny (29 samolotów i dalsze zbudowane na licencji), 75Q (demonstrator dla Chin).
Prowadzono następnie produkcję wersji z chowanym podwoziem, oznaczonych Hawk 75A. W 1938 roku pierwsze 100 sztuk zostało zamówione przez Francję, łącznie zamówiono ich 600, pod nazwą Curtiss H-75A, mimo ceny prawie dwukrotnie wyższej od francuskich myśliwców Bloch 151 i MS.406. Pierwszą wersją była H-75A1 z silnikiem R-1830-SC-G Twin Wasp w układzie podwójnej gwiazdy o mocy 950 KM, uzbrojona w 4 km-y 7,5 mm. W toku produkcji kolejnej liczącej 100 sztuk serii A2 zastosowano ulepszony silnik R-1830-SC3-G o mocy 1050 KM i 6 karabinów maszynowych (ostatnie 60 sztuk). Trzecia seria A3, licząca 135 samolotów, miała ponownie wzmocniony silnik R-1830-S1C3-G o mocy 1200 KM. Różniła się dodatkowo innym celownikiem (OPL RX 39 zamiast Baille-Lemaire GH 38). Produkowano je od stycznia do kwietnia 1940 roku. Ostatnia wersja dla Francji A4 różniła się innym silnikiem w układzie pojedynczej gwiazdy R-1820-G205A Cyclone o większej średnicy, o mocy również 1200 KM. Produkowano je do października 1940 roku. Do momentu kapitulacji w czerwcu 1940 roku francuskie siły powietrzne otrzymały 100 egzemplarzy typu H-75A1, 100 egzemplarzy typu A2, 133 egzemplarze typu A3 i 81 z 265 zamówionych typu A4. Samoloty te miały przyrządy ze skalą metryczną, francuskie radiostacje i francuskie karabiny maszynowe. Samoloty, które nie zdążyły dotrzeć do Francji przed kapitulacją lub uciekły do Wielkiej Brytanii, zostały przejęte przez RAF i używane pod nazwą Mohawk (229 egzemplarzy).

## Użycie

### Francja
8 września 1939 roku doszło do pierwszej walki samolotów Hawk-75 z Groupe de Chasse II/4 z niemieckimi Bf 109E; Francuzi odnotowali dwa zwycięstwa, lecz efektem było tylko uszkodzenie Bf 109. 20 września Hawki zestrzeliły dwa Bf 109 (z I./JG 53), co było pierwszym potwierdzonych zwycięstwem powietrznym aliantów nad Bf 109 na froncie zachodnim, przy tym także utracono w walce dwa pierwsze Hawki. W sumie, w okresie od września 1939 do czerwca 1940 roku, samolotom tym we Francji zaliczono zestrzelenie 234 maszyn wroga na pewno i 87 prawdopodobnie, przy stratach własnych w powietrzu 67 maszyn. Z tego, w niemieckich listach strat potwierdzenie znajduje około 150 zwycięstw. W walkach z myśliwcami niemieckimi stosunek zwycięstw do strat był podobny. 95 Hawków zostało zniszczonych na ziemi lub porzuconych, 20 utracono w wypadkach. W walkach powietrznych zginęło 28 pilotów francuskich. Po zakończeniu kampanii francuskiej 186 Hawków przeleciało do kolonii w Afryce, gdzie były dalej używane przez lotnictwo Francji Vichy, biorąc udział w odpieraniu ataków brytyjskich i amerykańskich. Po 1943 roku używało ich dalej lotnictwo Wolnej Francji, głównie do szkolenia, a następnie Francji, do 1947 roku.

### USA
Amerykańskie lotnictwo używało myśliwców P-36 od 1938 roku. Większość latała jedynie nad kontynentem amerykańskim i nie brała udziału w działaniach bojowych. Wyjątkiem były P-36A i C stacjonujące na Hawajach z 15. i 18. Grupy Pościgowej w chwili japońskiego ataku na Pearl Harbor 7 grudnia 1941 roku. Stacjonowało ich tam 39, większość została uszkodzona lub zniszczona na ziemi. Tylko kilka samolotów zdołało wystartować, uzyskując dwa pierwsze zestrzelenia lotnictwa amerykańskiego podczas II wojny światowej (bombowców Nakajima B5N), jeden został przy tym zestrzelony. Samoloty P-36 wycofane zostały w USA do 1943 roku.

### Inni użytkownicy
Lotnictwo polskie we Francji używało 13 myśliwców Curtiss Hawk-75A. Latały na nich klucze grupy Montepellier, przydzielone do jednostek francuskich wyposażonych w te samoloty, oraz klucz broniący montowni Hawków w Bourges. A. Morgała podaje liczbę trzech P-36 w kluczu Montpellier i 7 w kluczu z Bourges.
Samoloty te używane były przez lotnictwo 13 państw: USA, Francji, Wielkiej Brytanii, Związku Południowej Afryki, Finlandii, Chin, Peru, Argentyny, Brazylii, Holandii, Syjamu (Tajlandii), Portugalii i Norwegii.
Samolot ten używany był w czasie II wojny światowej przez obie strony konfliktu. Niemcy sprzedali Finlandii ogółem 44 samoloty zdobyte we Francji i Norwegii, w tym sześć A-1, dziewięć A-2, dziewięć A-3, siedem A-4 i trzynaście A-6, zmodyfikowane z niemieckimi celownikami i radiostacjami. Samoloty te walczyły od czerwca 1941 roku w wojnie kontynuacyjnej przeciwko lotnictwu sowieckiemu. W 1948 skierowane do szkolenia, a ostatecznie wycofane w 1949 roku. Ponadto w listopadzie 1942 roku samoloty z amerykańskich lotniskowców walczyły z samolotami Hawk 75 rządu Vichy podczas lądowań w Afryce Północnej. Był to jeden z nielicznych przypadków walki między myśliwcami produkcji amerykańskiej podczas tej wojny.

## Lista wersji
Model 75
prototyp należący do wytwórni (nr rej. N-X-17Y), silnik Wright XR-1670 (900 KM), potem Pratt & Whitney R-1535 Twin Wasp Junior (825 KM)
Model 75B
prototyp przebudowany z silnikiem Wright R-1820-39 (950 KM)
Y1P-36 (Model 75E)
Trzy prototypy dla lotnictwa USA (USAAC), silnik Pratt & Whitney R-1830-13 Twin Wasp (1050 KM), 1 km 12,7 mm i 1 km 7,62 mm
Model 75H
Dwa prototypy uproszczonej wersji eksportowej ze stałym podwoziem, silnik Wright R-1820-G3 Cyclone (875 KM), 1 km 12,7 mm i 1 km 7,62, sprzedane do Argentyny i Chin
Model 75L
→ P-36A/P-36C
Model 75M
Wersja eksportowa ze stałym podwoziem dla Chin
Model 75N
Wersja eksportowa ze stałym podwoziem dla Syjamu
Model 75O
Wersja eksportowa ze stałym podwoziem dla Argentyny (30 sztuk i produkcja na miejscu)
Model 75Q
Demonstrator ulepszonej wersji eksportowej dla Chin.
P-36A (Model 75L)
Wersja produkcyjna dla lotnictwa amerykańskiego, silnik Pratt & Whitney R-1830-17 Twin Wasp (1200 KM), 1 km 12,7 mm i 1 km 7,62 mm (pierwsze 17: silnik R-1830-13 (1050 KM), 1 km 12,7 mm i 1 km 7,62 mm, zbudowano 180 sztuk
P-36C (Model 75L)
Ostatnia wersja produkcyjna dla lotnictwa amerykańskiego, silnik Pratt & Whitney R-1830-17 Twin Wasp (1200 KM), 1 km 12,7 mm i 3 km 7,62
P-36G (Hawk 75A-8)
30 samolotów Hawk 75A-8 odkupionych w latach 1942–1943 przez lotnictwo USA od Norwegii, następnie 28 dostarczone Peru
Hawk 75A-1
Pierwsza wersja eksportowa dla Francji, silnik Pratt & Whitney R-1830-SC-G (950 KM), 4 km 7,5 mm (100 sztuk)
Hawk 75A-2
Druga wersja eksportowa dla Francji, silnik Pratt & Whitney R-1830-SC-G (950 KM) lub R-1830-SC3-G (1050 KM), 4 lub 6 km 7,5 mm (100 sztuk)
Hawk 75A-3
Trzecia wersja eksportowa dla Francji, silnik Pratt & Whitney R-1830-S1C3-G (1200 KM), 6 km 7,5 mm (135 sztuk, dostarczono 133)
Hawk 75A-4 (Mohawk IV)
Czwarta wersja eksportowa dla Francji, silnik Wright R-1820-G205A Cyclone (1200 KM), 81 dostarczono do Francji, 215 do Wielkiej Brytanii jako Mohawk IV
Hawk 75A-5
Wersja eksportowa produkowana w CAMC w Chinach (8 sztuk), następnie HAL w Indiach (5 sztuk), odpowiednik Hawk 75A-4, uzbrojona w km-y 7,62 mm
Hawk 75A-6
Wersja eksportowa dla Norwegii, odpowiednik Hawk 75A-2, 4 km 7.9 mm (24 sztuki, dostarczono 12)
Hawk 75A-7
Wersja eksportowa dla Holandii z przeznaczeniem dla Holenderskich Indii Wschodnich, odpowiednik Hawk 75A-4, 1 wkm 12,7 mm, 3 km 7,7 mm (w służbie tylko 4 km-y 7,7 mm) (24 sztuki)
Hawk 75A-8
Wersja eksportowa dla Norwegii, odpowiednik Hawk 75A-5, 2 wkm 12,7 mm i 4 km 7,62 mm (36 sztuk dostarczonych dla Centrum Wyszkolenia Lotniczego Little Norway w Kanadzie, później przemianowane na P-36G)
Hawk 75A-9
Wersja eksportowa dla Iranu, odpowiednik Hawk 75A-5 (10 sztuk)

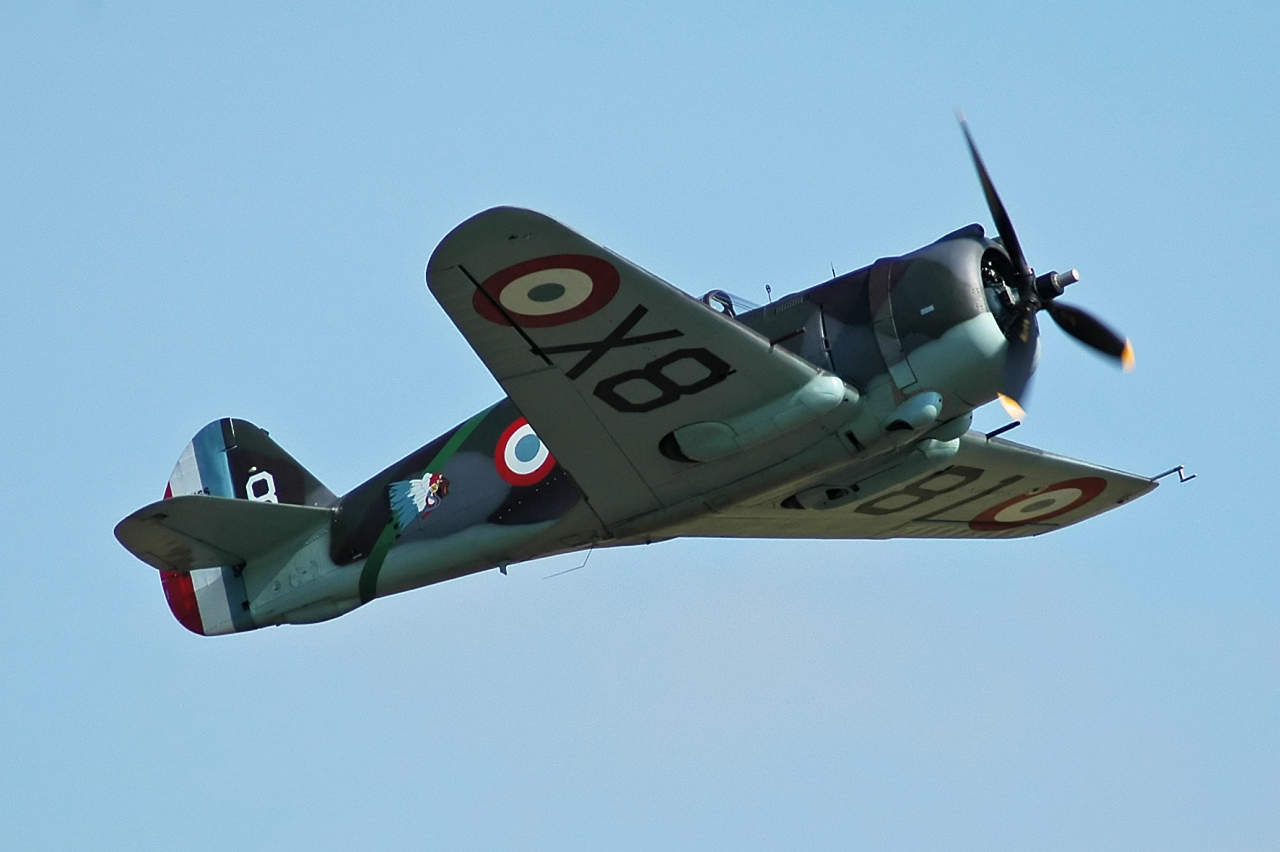
Curtiss Hawk 75A-1 w barwach francuskich w locie
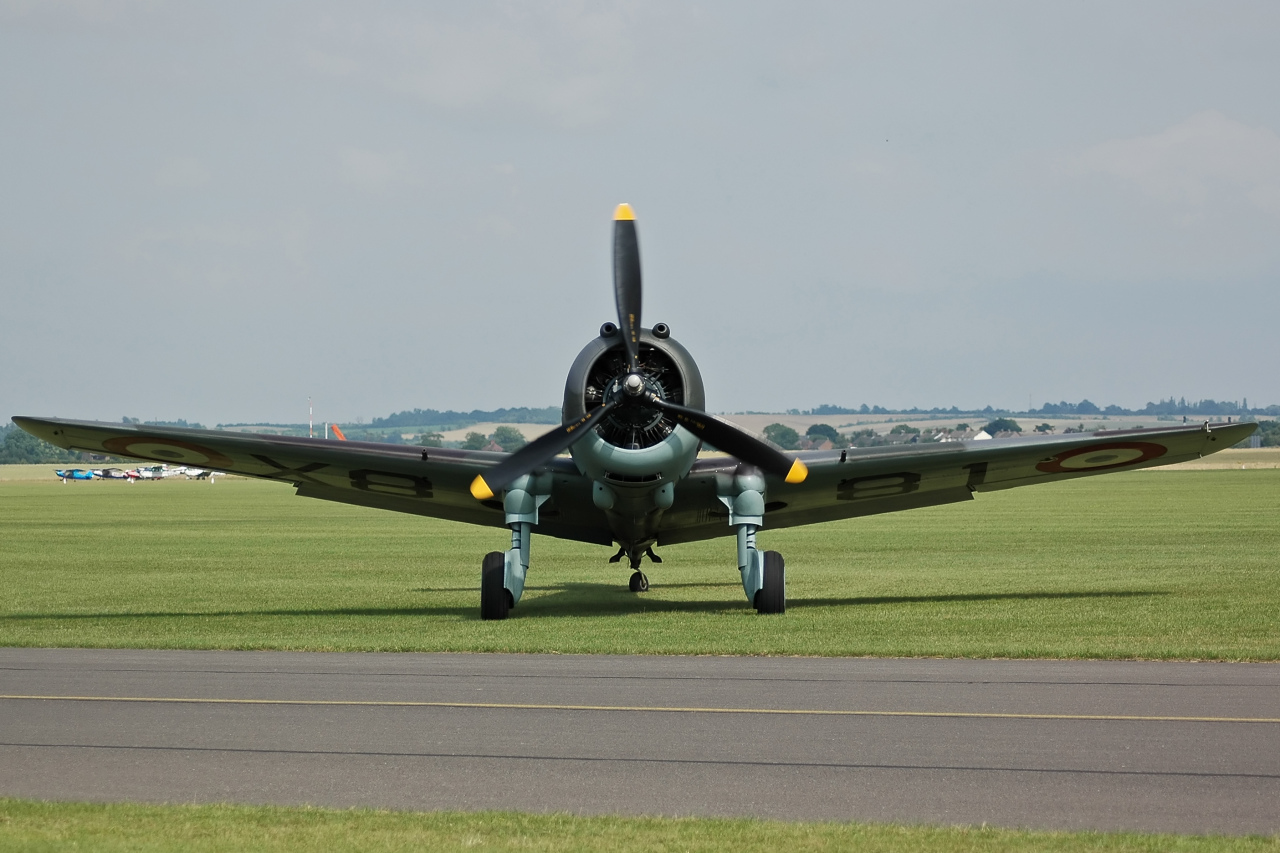
Curtiss Hawk 75A-1 widok z przodu
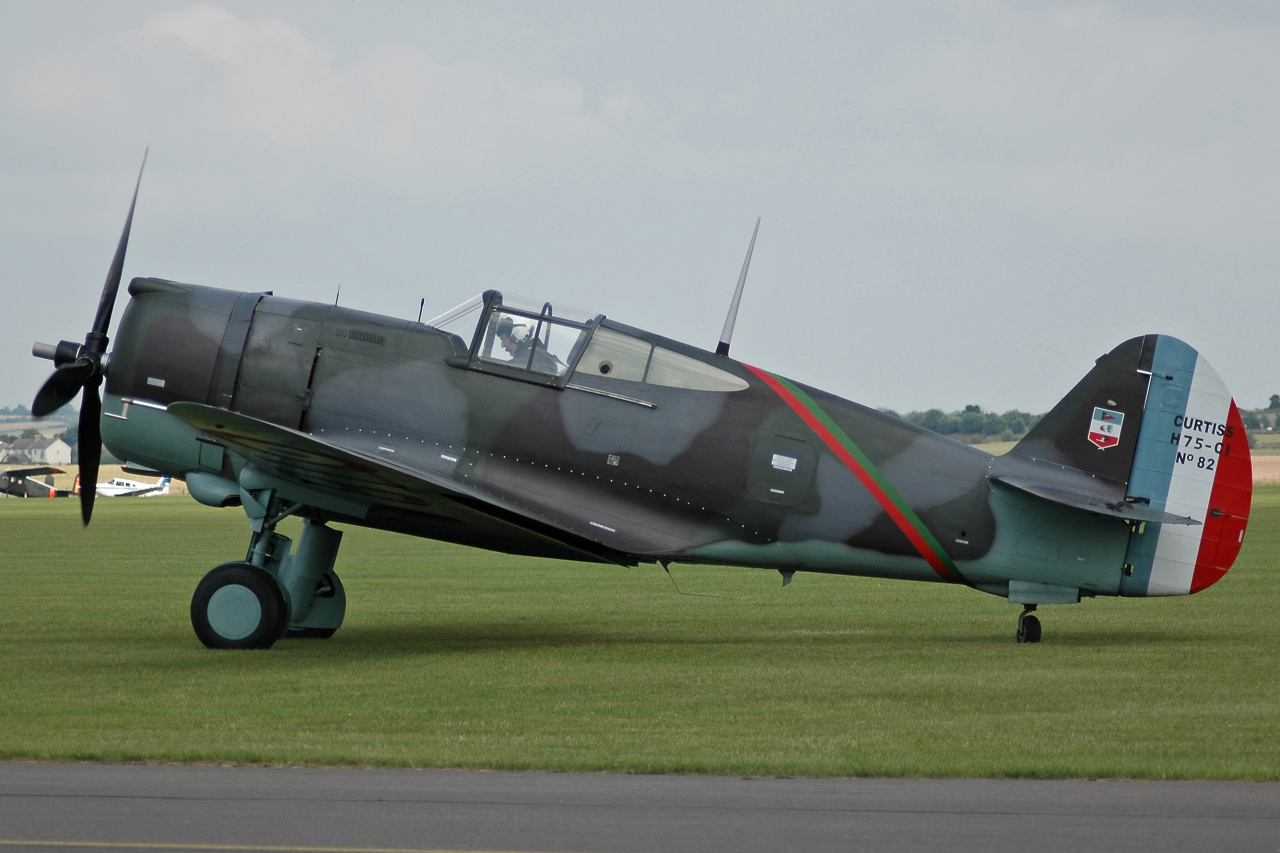
Curtiss Hawk 75A-1 widok z boku
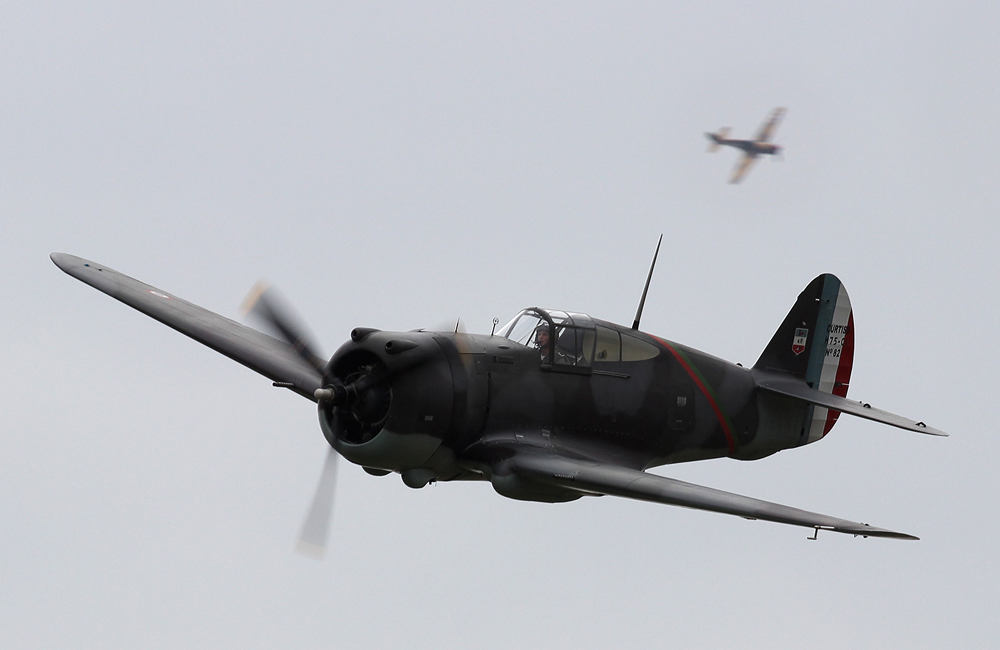
Curtiss P-36 Hawk 75C-1 nad Imperial War Museum Duxford